# Saskia Bricmont
Saskia Bricmont (ur. 16 marca 1985 w Tournai) – belgijska francuskojęzyczna polityk, deputowana do Parlamentu Europejskiego IX i X kadencji.

## Życiorys
Absolwentka nauk politycznych i stosunków międzynarodowych na Université Libre de Bruxelles, uzyskała magisterium z europeistyki na tej uczelni. Dołączyła do partii Ecolo. Pracowała jako doradczyni do spraw politycznych we frakcji poselskiej tego ugrupowania, gabinecie regionalnej minister Évelyne Huytebroeck i strukturach partyjnych. W 2012 została wybrana na radną miejską w Ath. Później zatrudniona w administracji europejskiego ugrupowania współpracy terytorialnej Eurometropolis Lille-Kortrijk-Tournai.
W wyborach w 2019 uzyskała mandat posłanki do Parlamentu Europejskiego IX kadencji. Z powodzeniem ubiegała się o reelekcję w 2024.